# Mount Schank

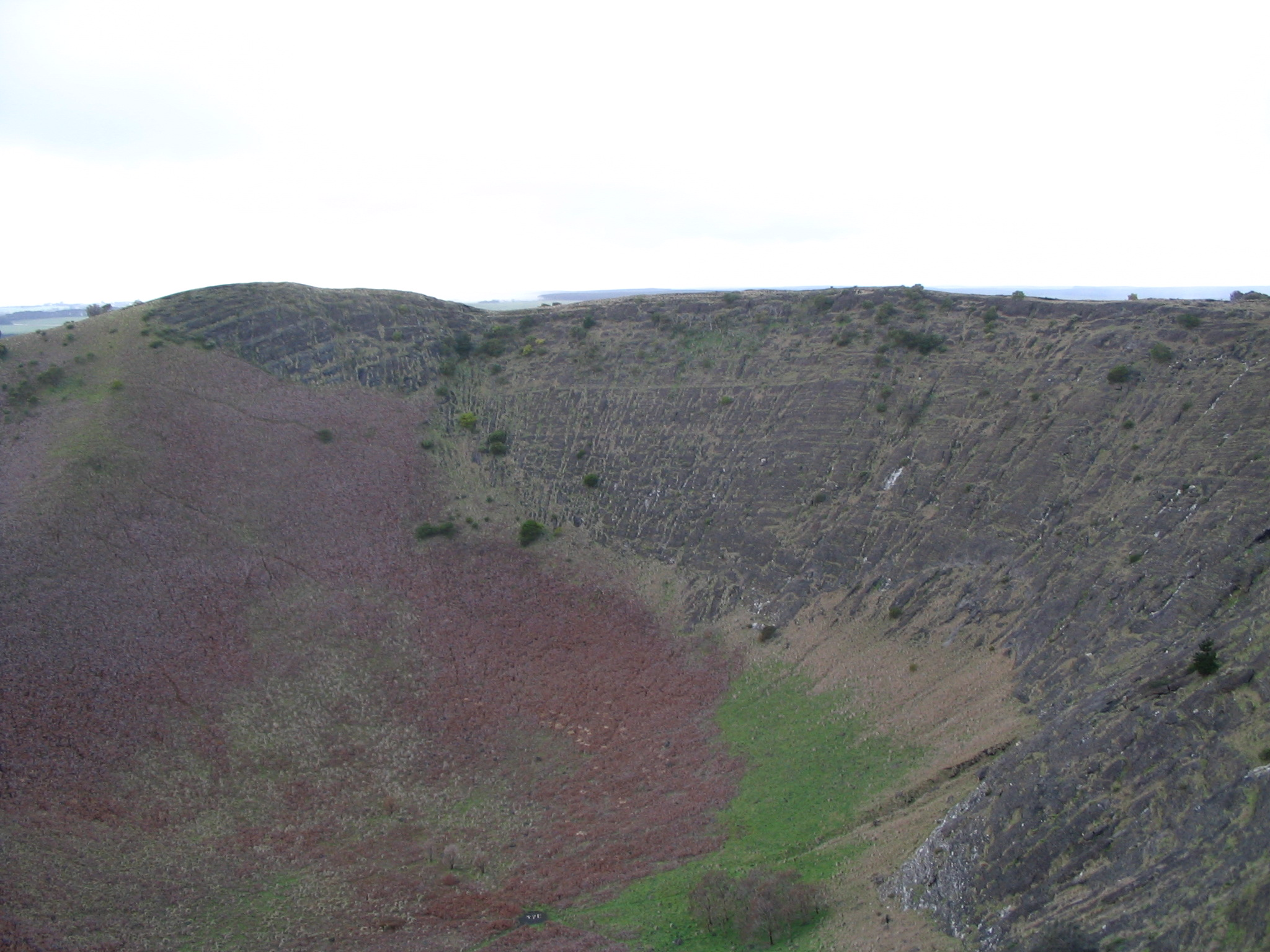
Der Krater des Mount Schank

Mount Schank ist ein erloschener Maar-Vulkan im Südosten von South Australia in der Nähe der Stadt Mount Gambier. Er wurde 1800 von James Grant, einem Offizier der britischen Marine, nach Admiral John Schank benannt, dem Konstrukteur seines Schiffes, HMS Lady Nelson.

## Geschichte
Die Entstehung des Mount Schank wird ebenso wie die des nahe gelegenen Mount Gambier auf den East Australia Hotspot zurückgeführt. Der Vulkan besitzt genau wie der Mount Gambier ein holozänes Alter von etwa 5.000 Jahren. Der Vulkan ist ein einfach gebauter Aschenkegel von etwa hundert Metern Höhe, und die Basis des Kraters erstreckt sich nicht bis unter den Grundwasserspiegel, so dass hier ein Kratersee wie am Mount Gambier nicht ausgebildet ist.
Neben dem Hauptvulkan befinden sich zwei kleinere Krater sowie einige vom Vulkanausbruch erzeugte Lavaströme. Der nördliche Krater ist rund und besitzt einen Durchmesser von 300 Meter, der ältere südliche Krater hat einen Durchmesser von rund 200 Meter und wird teilweise vom nördlichen überlappt. Die nahegelegene Lava zeigt Strukturen, die typisch sind für eine rasche Abkühlung der Lava beim Kontakt mit Meereswasser. Diese Strukturen legen nahe, dass das Gebiet während der Eruption von Wasser bedeckt war – wenig überraschend, da der Vulkan heute nur 15 km nördliche der Meeresküste liegt. Mount Schank ist ein Teil der Newer Volcanics Province, des jüngsten Vulkanfeldes in Australien.
Die ortsansässigen Aborigines vom Stamm der Bunganditj waren Zeuge der Ausbrüche des Mount Schank. Ihre Schöpfungsgeschichte der vulkanischen Landschaft wurde 1880 von der dort lebenden Cristina Smith aufgezeichnet. Die Geschichte erzählt vom Riesen Craitbul, der nach einem Platz suchte, an dem er mit seiner Frau und seinen beiden Kindern leben konnte. Sie schlugen ihr Lager am Mount Muirhead und am Mount Schank auf, wurden von jedoch von einem stöhnenden Vogelgeist vertrieben. Sie flohen zum Mount Gambier und ließen ihre rauchenden Öfen (die Vulkane) zurück. Nachdem einige Zeit vergangen war, kam Wasser heran und füllte die Öfen, löschte das Feuer und vertrieb den Geist. Craitbul und seine Familie lebten weiterhin in einer Höhle an der Flanke des Mount Gambier.

## Wanderweg
Mount Schank ist von der Straße zwischen Mount Gambier und Port MacDonnell, etwa zwölf Kilometer südlich des Mount Gambier, erreichbar. Am Fuß des Berges befinden sich ein kleiner Parkplatz und Picknicktische. Der Weg zum Kraterrand ist mit Stufen ausgestattet, um den kurzen, aber steilen Aufstieg zu erleichtern. Der Weg über den Kraterrand selber ist nicht schwierig, kann bei windigem Wetter jedoch gefährlich sein.